# Kounice
Kounice (en allemand : Kaunitz) est un bourg (městys) du district de Nymburk, dans la région de Bohême-Centrale, en République tchèque. Sa population s'élevait à 1 703 habitants en 2024.

## Géographie
Kounice se trouve à 3,5 km au nord de Český Brod, à 16 km au nord-est de Nymburk et à 31 km à l'est du centre de Prague.
La commune est limitée par Vykáň au nord-ouest, par Bříství au nord, par Velenka et Chrást à l'est, par Klučov et Český Brod au sud, et par Černíky au sud-ouest.

## Histoire
La première mention écrite de la localité date de 1257.

## Transports
Par la route, Kounice se trouve à 5 km de Český Brod, à 24 km de Nymburk et à 38 km de Prague.